# Одоевцева, Ирина Владимировна
Ири́на Влади́мировна Одо́евцева (псевдоним, настоящее имя Ираида Густавовна Гейнике; латыш. Iraīda Heinike; в первом браке Попова, во втором Иванова; 23 июля [4 августа] 1895, Рига — 14 октября 1990, Ленинград) — русская поэтесса и прозаик.

## Биография
Родилась в Риге в семье кадета адвоката Густава Гейнике.
В 1914 году вышла замуж за своего двоюродного брата, Сергея Попова.
В 1918 году стала посещать занятия в Институте живого слова в Петрограде, где читал лекции Н. Гумилёв. Перешла в его «Литературную студию». Являлась участницей «Цеха поэтов».
Начала публиковаться в 1921 году, взяв псевдоним Ирина Одоевцева (её настоящее имя в это время — Ираида Попова, по первому браку). В 1922 году вышел её первый сборник стихов «Двор чудес».
В 1921 году, согласно её воспоминаниям (по документам в 1931) вышла замуж за поэта Георгия Иванова. Их брак длился 37 лет, и, по словам самой Одоевцевой, имел мало общего с обычными представлениями о супружеской жизни.
В августе 1922 года она уехала из Петрограда в Латвию к отцу. 12 октября 1923 года встретилась с супругом в Берлине, после чего уехала с ним в Париж, где прошла большая часть её жизни. Наездами бывала в Риге, где долгое время сохранялся дом её отца — улица Гоголя, 4/6. Живя в Париже, почти не писала стихов, обратившись к прозе. Её первые опыты в этом направлении получили одобрение И. Бунина. Романы Одоевцевой «Ангел смерти», «Изольда», «Зеркало» были опубликованы соответственно в 1927, 1930 и 1939 годах. До войны написала несколько киносценариев, однако их судьба неизвестна.
В начале Второй мировой войны вместе с супругом уехала из Парижа в Биарриц на свою виллу, полученную по наследству от отца, умершего в 1933 году. В 1943 году супруги лишились виллы, реквизированной немцами (впоследствии была разрушена во время одного из авианалётов), но оставались в Биаррице до 1946 года. Общественная позиция, взгляды на события Второй мировой войны, которых придерживались Одоевцева и Иванов, вызвали обвинения в антисемитизме и коллаборационизме и привели к конфликту с частью русских эмигрантов. 
В 1946 году Одоевцева и Иванов вернулись в Париж, но их квартира была разграблена. Оба они подверглись остракизму, испытывали отчаянную нужду. Единственным источником дохода у супругов были мизерные гонорары за их публикации в издающемся в Нью-Йорке эмигрантском ежеквартальном «Новом журнале», с которым они сотрудничали с 1950 года. В 1951 году Ивановы переехали в Русский дом (Монморанси), организованный французским правительством для апатридов, где прожили до 1953 года.
К лирике, как и Иванов, Одоевцева обратилась вновь после войны. Новый роман «Оставь надежду навсегда», был переведён на французский, английский и испанский языки, на родном языке автора книга вышла только в 1954 году.
С февраля 1955 года она вместе с супругом жила в курортном городке Йер, департамент Вар, на побережье Средиземного моря, в пансионе для одиноких пожилых людей, не имеющих собственного жилья, находясь на государственном обеспечении, где Иванов скончался 26 августа 1958 года.
В своих мемуарах «На берегах Невы» (1967) и «На берегах Сены» (1978—1981) Одоевцева писала не о себе. Избегала она также рассказов о своей семье и своём браке с Ивановым. Будучи активной участницей различных литературных кружков, Одоевцева была знакома со многими деятелями культуры Серебряного века и парижской эмиграции. Герои её воспоминаний — Николай Гумилёв, Георгий Иванов, Осип Мандельштам, Андрей Белый, Зинаида Гиппиус, Дмитрий Мережковский, Иван Бунин, Ларисса Андерсен и многие другие.
После смерти Иванова Ирина Одоевцева жила около двадцати лет под Парижем, в Ганьи. В 1978 году она вышла замуж за писателя Якова Горбова, с которым прожила три года, до его смерти в 1981 году.
Несмотря на болезнь и неудачные операции, приковавшие её к постели, Ирина Одоевцева в 1987 году приняла решение вернуться в перестроечный СССР. Её охотно показывают по телевидению, а переизданные мемуары разошлись тиражом более 200 тысяч экземпляров, принята в Союз писателей СССР. Скончалась 14 октября 1990 года. Похоронена на Волковском кладбище в Санкт-Петербурге. Есть информация, что права на издание своих произведений она завещала журналистке «Известий» Колоницкой, которая разыскала её в Париже и помогла вернуться в СССР.

## Адреса в Петрограде — Ленинграде

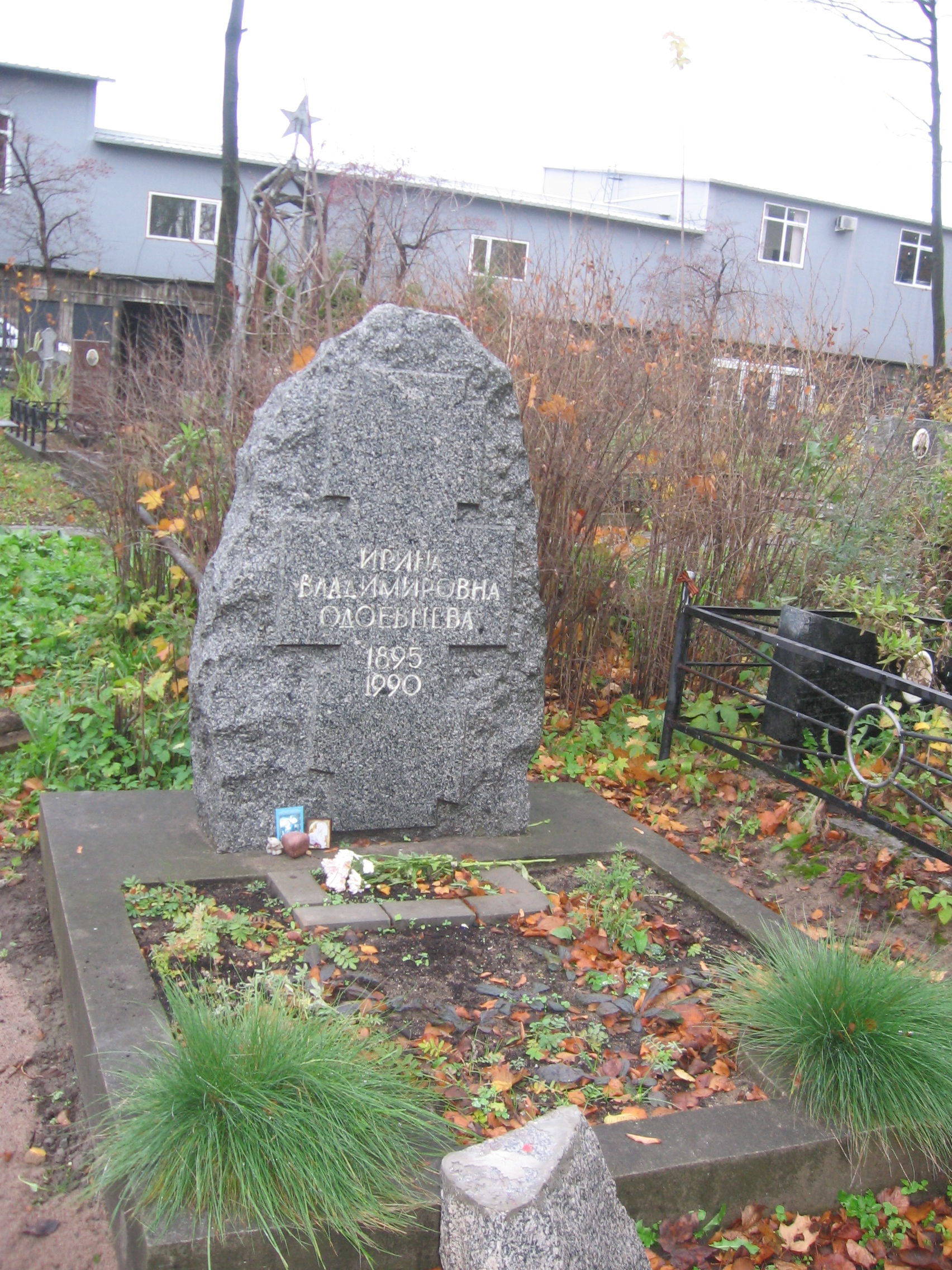
Надгробие И. В. Одоевцевой на Волковском кладбище

- 1914—1922 — Бассейная улица (сейчас ул. Некрасова), 60;
- 1987—1990 — дом Чаплиных — Невский проспект, 13.

### Издания
- Одоевцева, И. В. На берегах Невы: Литературные мемуары / вступ. ст. К. Кедрова; послесл. А. Сабова. — М.: Худож лит., 1988. — 334 с. — Тираж 250 000 экз. — ISBN 5-280-00873-7
- Одоевцева, И. В. На берегах Сены. — М.: Худож. лит., 1989. — 333 с. — Тираж 500 000 экз. — ISBN 5-280-01310-2
- Одоевцева, И. В. Избранное / Сост., подгот. текста, вступ. ст. Е. В. Витковского; Послесловие А. П. Колоницкой; Под ред. В. П. Кочетова; Художник С. А. Стулов. — М.: Согласие, 1998. — 960 с.
- Одоевцева, И. В. На берегах Невы. — М.: Захаров, 2005. — 432 с. — Тираж 3000 экз. — ISBN 5-8159-0489-9
- Одоевцева, И. В. На берегах Сены. — М.: Захаров, 2005. — 448 с. — Тираж 3000 экз. — ISBN 5-8159-0490-2
- Одоевцева И. В. Зеркало: Избранная проза / Вступ. ст., сост. и коммент. М. Рубинс. — М.: Русский путь, 2011. — 656 с. — ISBN 978-5-85887-376-1.
- Одоевцева, И. В. На берегах Невы. На берегах Сены. — М.: Эллис Лак, 2012. — 912 с. — ISBN 978-5-902152-55-2
- Одоевцева, И. В. На берегах Невы. Романы. Рассказы. Стихотворения / вступ. ст., сост. и коммент. М. Рубинс. — М.: ЭКСМО, 2012. — 768 с. — ISBN 978-5-699-59529-7.
- Одоевцева И. В. На берегах Невы. — Москва ; Берлин: Директ-Медиа, 2016. — С. 480. — ISBN 978-5-4475-8401-6.
- Одоевцева И. В. Малое собрание сочинений. — М.: Азбука-Аттикус, 2021. — 640 с. — ISBN 978-5-389-20059-3.

## Отзывы
У Одоевцевой очень хорошие стихи, только интонация — заимствованная у Гумилёва и Ахматовой, и это невольно снижает первородство её стихов. А ещё очень слышна «парижская нота», даже в питерских стихах. А стихи о «мраморном» сердце, на мой взгляд, сделали бы честь любому поэту.писал Александр Карпенко